# Ridder Arena
Die Ridder Arena ist eine Eissporthalle in der US-amerikanischen Stadt Minneapolis im Bundesstaat Minnesota. Sie ist die Spielstätte des Frauen-Eishockeyteam der University of Minnesota, den Golden Gophers und bietet Platz für etwa 3.400 Zuschauer.

## Geschichte
Die Ridder Arena wurde im Jahr 2002 für 20 Millionen US-Dollar erbaut. Benannt ist sie nach Kathleen und Bob Ridder, welche langjährige Förderer des Eishockeysports an der Universität waren und 500.000 US-Dollar zum Bau der Arena spendeten. Das Gebäude umfasst neben der Eissporthalle auch das angrenzende Baseline Tennis Center mit insgesamt 22 Tennisplätzen.
Das erste Eishockeyspiel in der neuerbauten Arena fand am 19. Oktober 2002 vor 3.239 Zuschauern gegen die Huskies der St. Cloud State University statt. Zuvor hatte die Damenmannschaft ihre Spiele in der Mariucci Arena ausgetragen. Mit der Ridder Arena war sie das erste Frauenteam in der WCHA, welches ihre Spiele in einem eigenen Eissporthalle austrägt. Das Spielfeld hat die für die NHL vorgeschriebene Größe mit etwa 61 Meter Länge und 26 Meter Breite. Der Zuschauerbereich umfasst knapp 3.400 Sitzplätze, darunter einen Club Room mit 210 Plätzen und neun Logen mit jeweils 14 Plätzen. Die Arena befindet sich neben der Mariucci Arena und ist durch einen unterirdischen Tunnel mit ihr verbunden.